# Singing Wells
Das Singing Wells-Projekt ist eine Initiative, die sich der Dokumentation und dem Erhalt der traditionellen Musik in Ostafrika widmet. 

## Das Projekt
Das Projekt wurde von der britischen Wohltätigkeitsorganisation Abubilla Music Foundation ins Leben gerufen.
Das Ziel des Projekts ist es, die Vielfalt und Schönheit der traditionellen Musik Ostafrikas zu bewahren, indem sie aufgenommen und archiviert wird. Dazu reisen die Projektmitarbeiter in abgelegene Gebiete Kenias, Tansanias und Ugandas und nehmen Musik von lokalen Musikern auf. Diese Aufnahmen werden dann auf der Website des Projekts veröffentlicht und stehen der Öffentlichkeit zur Verfügung.
Das Singing Wells-Projekt arbeitet eng mit lokalen Gemeinden und Musikern zusammen, um sicherzustellen, dass die traditionelle Musik Ostafrikas lebendig und relevant bleibt. Das Projekt bietet auch Workshops und Trainings für junge Musiker und fördert den Austausch zwischen verschiedenen Musiktraditionen in der Region.
Das Singing Wells-Projekt hat einen positiven Einfluss auf die lokalen Gemeinden und Musiker in Ostafrika, indem es ihnen eine Plattform bietet, um ihre Musik der Welt zu präsentieren und ihre Traditionen zu bewahren. 
Die Webpräsenz von Singings Wells liefert folgendes Statement zum Selbstverständnis des Projektes:

Wir, eine Gruppe von Ton- und Videoingenieuren, Produzenten und Musikern, haben es uns zur Aufgabe gemacht, nicht zu "Fossiliensammlern" zu werden und die Aufnahmen in unzugänglichen Archiven zu lagern. Wir arbeiten mit Musikern zusammen, um sicherzustellen, dass ihre Musiktraditionen weiterhin praktiziert werden, einem breiten Publikum zugänglich gemacht werden können und eine Inspirationsquelle für neue Musiker darstellen.